# 40 î.Hr.
Anul 40 î.Hr. (XL î.Hr.) a fost un an obișnuit al calendarului iulian.

## Nașteri
- dată necunoscută: Ana (preot)  (d. 40)

## Decese
- dată necunoscută: Ptolemeu (fiul lui Mennaeus)  (n. ?)